# Liste des planètes mineures (760001-761000)
Voici la liste des planètes mineures numérotées de 760001 à 761000. Les planètes mineures sont numérotées lorsque leur orbite est confirmée, ce qui peut parfois se produire longtemps après leur découverte. Elles sont classées ici par leur numéro.

## Planètes mineures 760001 à 761000
- (760001) 2008 GN30
- (760002) 2008 GB34
- (760003) 2008 GY34
- (760004) 2008 GZ39
- (760005) 2008 GO47
- (760006) 2008 GV59
- (760007) 2008 GK90
- (760008) 2008 GQ96
- (760009) 2008 GE105
- (760010) 2008 GJ122
- (760011) 2008 GM129
- (760012) 2008 GZ134
- (760013) 2008 GU152
- (760014) 2008 GY152
- (760015) 2008 GG153
- (760016) 2008 GU153
- (760017) 2008 GX153
- (760018) 2008 GR154
- (760019) 2008 GU154
- (760020) 2008 GK155
- (760021) 2008 GN155
- (760022) 2008 GV155
- (760023) 2008 GJ156
- (760024) 2008 GP156
- (760025) 2008 GD159
- (760026) 2008 GE162
- (760027) 2008 GF163
- (760028) 2008 GD164
- (760029) 2008 GF165
- (760030) 2008 GG165
- (760031) 2008 GJ166
- (760032) 2008 GF167
- (760033) 2008 GZ167
- (760034) 2008 GU168
- (760035) 2008 GW168
- (760036) 2008 GD171
- (760037) 2008 GC172
- (760038) 2008 GZ172
- (760039) 2008 GJ174
- (760040) 2008 GO175
- (760041) 2008 GR175
- (760042) 2008 GE177
- (760043) 2008 GS178
- (760044) 2008 GK179
- (760045) 2008 HZ7
- (760046) 2008 HM8
- (760047) 2008 HH15
- (760048) 2008 HS15
- (760049) 2008 HR17
- (760050) 2008 HQ23
- (760051) 2008 HQ28
- (760052) 2008 HY46
- (760053) 2008 HJ49
- (760054) 2008 HP49
- (760055) 2008 HS52
- (760056) 2008 HD54
- (760057) 2008 HY57
- (760058) 2008 HO63
- (760059) 2008 HH67
- (760060) 2008 HT70
- (760061) 2008 HC73
- (760062) 2008 HL73
- (760063) 2008 HQ76
- (760064) 2008 HT76
- (760065) 2008 HG77
- (760066) 2008 HS77
- (760067) 2008 JG2
- (760068) 2008 JP5
- (760069) 2008 JR5
- (760070) 2008 JG28
- (760071) 2008 JQ34
- (760072) 2008 JV44
- (760073) 2008 JN46
- (760074) 2008 JV46
- (760075) 2008 JR47
- (760076) 2008 JT47
- (760077) 2008 JD49
- (760078) 2008 JT50
- (760079) 2008 JU50
- (760080) 2008 JM51
- (760081) 2008 JZ51
- (760082) 2008 KW3
- (760083) 2008 KS4
- (760084) 2008 KQ9
- (760085) 2008 KE13
- (760086) 2008 KY13
- (760087) 2008 KD16
- (760088) 2008 KM23
- (760089) 2008 KE30
- (760090) 2008 KF35
- (760091) 2008 KL44
- (760092) 2008 KO45
- (760093) 2008 KA48
- (760094) 2008 LY4
- (760095) 2008 LD20
- (760096) 2008 OL26
- (760097) 2008 OM26
- (760098) 2008 OK28
- (760099) 2008 ON29
- (760100) 2008 OC30
- (760101) 2008 OK30
- (760102) 2008 PM14
- (760103) 2008 PY22
- (760104) 2008 PA24
- (760105) 2008 QR14
- (760106) 2008 QV29
- (760107) 2008 RL7
- (760108) 2008 RX10
- (760109) 2008 RC14
- (760110) 2008 RB42
- (760111) 2008 RJ44
- (760112) 2008 RQ50
- (760113) 2008 RH60
- (760114) 2008 RJ63
- (760115) 2008 RN76
- (760116) 2008 RL81
- (760117) 2008 RC83
- (760118) 2008 RT84
- (760119) 2008 RC88
- (760120) 2008 RU93
- (760121) 2008 RC99
- (760122) 2008 RP105
- (760123) 2008 RV107
- (760124) 2008 RJ108
- (760125) 2008 RJ114
- (760126) 2008 RM116
- (760127) 2008 RC123
- (760128) 2008 RD128
- (760129) 2008 RM129
- (760130) 2008 RB130
- (760131) 2008 RE135
- (760132) 2008 RX150
- (760133) 2008 RN153
- (760134) 2008 RS154
- (760135) 2008 RG156
- (760136) 2008 RP158
- (760137) 2008 RO159
- (760138) 2008 RC164
- (760139) 2008 RE164
- (760140) 2008 RX164
- (760141) 2008 RP167
- (760142) 2008 RS167
- (760143) 2008 RU167
- (760144) 2008 RJ169
- (760145) 2008 RP169
- (760146) 2008 RG170
- (760147) 2008 RW170
- (760148) 2008 RD171
- (760149) 2008 RP172
- (760150) 2008 RB174
- (760151) 2008 RP174
- (760152) 2008 RJ175
- (760153) 2008 RY176
- (760154) 2008 RO177
- (760155) 2008 RV181
- (760156) 2008 RB182
- (760157) 2008 RZ184
- (760158) 2008 SE21
- (760159) 2008 SU21
- (760160) 2008 SU48
- (760161) 2008 SG58
- (760162) 2008 SH71
- (760163) 2008 ST79
- (760164) 2008 SA81
- (760165) 2008 SY85
- (760166) 2008 ST96
- (760167) 2008 SB109
- (760168) 2008 SL115
- (760169) 2008 SY119
- (760170) 2008 SP128
- (760171) 2008 SU144
- (760172) 2008 SS189
- (760173) 2008 SP193
- (760174) 2008 SY202
- (760175) 2008 ST209
- (760176) 2008 ST213
- (760177) 2008 SA215
- (760178) 2008 SF221
- (760179) 2008 SZ225
- (760180) 2008 SM228
- (760181) 2008 SE237
- (760182) 2008 SD238
- (760183) 2008 SK249
- (760184) 2008 SW252
- (760185) 2008 SG261
- (760186) 2008 SX264
- (760187) 2008 SA268
- (760188) 2008 SA275
- (760189) 2008 SD280
- (760190) 2008 SY281
- (760191) 2008 SO283
- (760192) 2008 SO289
- (760193) 2008 SR298
- (760194) 2008 SP314
- (760195) 2008 SU316
- (760196) 2008 SZ316
- (760197) 2008 SF318
- (760198) 2008 SV318
- (760199) 2008 SW318
- (760200) 2008 SK319
- (760201) 2008 SQ319
- (760202) 2008 ST319
- (760203) 2008 SU319
- (760204) 2008 SE320
- (760205) 2008 SD322
- (760206) 2008 SM326
- (760207) 2008 SQ326
- (760208) 2008 SV326
- (760209) 2008 SX326
- (760210) 2008 SA327
- (760211) 2008 SO328
- (760212) 2008 SD329
- (760213) 2008 SV329
- (760214) 2008 SR330
- (760215) 2008 SQ332
- (760216) 2008 SY333
- (760217) 2008 SA335
- (760218) 2008 SJ335
- (760219) 2008 SL336
- (760220) 2008 ST336
- (760221) 2008 SY336
- (760222) 2008 SB337
- (760223) 2008 SP338
- (760224) 2008 SY338
- (760225) 2008 SA339
- (760226) 2008 SQ340
- (760227) 2008 SU340
- (760228) 2008 SD341
- (760229) 2008 SF341
- (760230) 2008 SK341
- (760231) 2008 SM341
- (760232) 2008 SN341
- (760233) 2008 SB342
- (760234) 2008 SN342
- (760235) 2008 SV342
- (760236) 2008 SX342
- (760237) 2008 SR343
- (760238) 2008 SO344
- (760239) 2008 SK346
- (760240) 2008 SP346
- (760241) 2008 SJ348
- (760242) 2008 SO348
- (760243) 2008 SQ348
- (760244) 2008 SE349
- (760245) 2008 SO358
- (760246) 2008 SF359
- (760247) 2008 SQ360
- (760248) 2008 SU362
- (760249) 2008 TS14
- (760250) 2008 TU15
- (760251) 2008 TC25
- (760252) 2008 TO25
- (760253) 2008 TE27
- (760254) 2008 TS41
- (760255) 2008 TF47
- (760256) 2008 TQ50
- (760257) 2008 TG53
- (760258) 2008 TK54
- (760259) 2008 TT54
- (760260) 2008 TD55
- (760261) 2008 TG58
- (760262) 2008 TX62
- (760263) 2008 TR66
- (760264) 2008 TS66
- (760265) 2008 TK71
- (760266) 2008 TP73
- (760267) 2008 TM77
- (760268) 2008 TL80
- (760269) 2008 TZ86
- (760270) 2008 TA87
- (760271) 2008 TY88
- (760272) 2008 TQ96
- (760273) 2008 TC98
- (760274) 2008 TF108
- (760275) 2008 TD109
- (760276) 2008 TS113
- (760277) 2008 TS116
- (760278) 2008 TY128
- (760279) 2008 TJ136
- (760280) 2008 TY141
- (760281) 2008 TZ141
- (760282) 2008 TT145
- (760283) 2008 TF152
- (760284) 2008 TF154
- (760285) 2008 TY155
- (760286) 2008 TB160
- (760287) 2008 TU166
- (760288) 2008 TK170
- (760289) 2008 TH174
- (760290) 2008 TA176
- (760291) 2008 TF176
- (760292) 2008 TO184
- (760293) 2008 TJ192
- (760294) 2008 TP192
- (760295) 2008 TC198
- (760296) 2008 TQ198
- (760297) 2008 TV198
- (760298) 2008 TX199
- (760299) 2008 TD204
- (760300) 2008 TN205
- (760301) 2008 TE206
- (760302) 2008 TT206
- (760303) 2008 TC207
- (760304) 2008 TS207
- (760305) 2008 TV207
- (760306) 2008 TZ208
- (760307) 2008 TK209
- (760308) 2008 TE210
- (760309) 2008 TL212
- (760310) 2008 TH213
- (760311) 2008 TO213
- (760312) 2008 TQ214
- (760313) 2008 TC215
- (760314) 2008 TH215
- (760315) 2008 TR216
- (760316) 2008 TV216
- (760317) 2008 TO218
- (760318) 2008 TU218
- (760319) 2008 TH219
- (760320) 2008 TJ219
- (760321) 2008 TN219
- (760322) 2008 TP219
- (760323) 2008 TT221
- (760324) 2008 TM222
- (760325) 2008 TE223
- (760326) 2008 TT223
- (760327) 2008 TU223
- (760328) 2008 TW223
- (760329) 2008 TP225
- (760330) 2008 TT225
- (760331) 2008 TK226
- (760332) 2008 TU226
- (760333) 2008 TK229
- (760334) 2008 TJ231
- (760335) 2008 TZ235
- (760336) 2008 TK237
- (760337) 2008 TW239
- (760338) 2008 TZ239
- (760339) 2008 TF240
- (760340) 2008 TN241
- (760341) 2008 UC9
- (760342) 2008 UC19
- (760343) 2008 UH29
- (760344) 2008 UG31
- (760345) 2008 UU33
- (760346) 2008 UX33
- (760347) 2008 UC43
- (760348) 2008 US70
- (760349) 2008 UX72
- (760350) 2008 UY82
- (760351) 2008 UL83
- (760352) 2008 UT84
- (760353) 2008 UD102
- (760354) 2008 UZ103
- (760355) 2008 US106
- (760356) 2008 UA108
- (760357) 2008 UU118
- (760358) 2008 UG122
- (760359) 2008 UU130
- (760360) 2008 UO135
- (760361) 2008 UH136
- (760362) 2008 UM136
- (760363) 2008 UU136
- (760364) 2008 UN138
- (760365) 2008 UO139
- (760366) 2008 UV139
- (760367) 2008 UW144
- (760368) 2008 UQ153
- (760369) 2008 UO163
- (760370) 2008 UE164
- (760371) 2008 UX171
- (760372) 2008 UH178
- (760373) 2008 UX181
- (760374) 2008 UA182
- (760375) 2008 UH190
- (760376) 2008 UM194
- (760377) 2008 UM196
- (760378) 2008 UD197
- (760379) 2008 UQ197
- (760380) 2008 UT197
- (760381) 2008 UQ199
- (760382) 2008 UR216
- (760383) 2008 UZ220
- (760384) 2008 UA232
- (760385) 2008 UF233
- (760386) 2008 US236
- (760387) 2008 UF237
- (760388) 2008 UN238
- (760389) 2008 UQ247
- (760390) 2008 UX249
- (760391) 2008 UL265
- (760392) 2008 UY270
- (760393) 2008 UA271
- (760394) 2008 US273
- (760395) 2008 UO282
- (760396) 2008 UB285
- (760397) 2008 UZ285
- (760398) 2008 UN288
- (760399) 2008 UV288
- (760400) 2008 UH293
- (760401) 2008 UO293
- (760402) 2008 UQ293
- (760403) 2008 UP294
- (760404) 2008 UA295
- (760405) 2008 UC295
- (760406) 2008 UG297
- (760407) 2008 UW304
- (760408) 2008 UH305
- (760409) 2008 UB306
- (760410) 2008 UF307
- (760411) 2008 UL315
- (760412) 2008 UC316
- (760413) 2008 UZ317
- (760414) 2008 UB320
- (760415) 2008 UX321
- (760416) 2008 UL326
- (760417) 2008 UJ328
- (760418) 2008 UX334
- (760419) 2008 UM344
- (760420) 2008 UJ348
- (760421) 2008 UB349
- (760422) 2008 UZ349
- (760423) 2008 UA350
- (760424) 2008 UD357
- (760425) 2008 UL364
- (760426) 2008 UO366
- (760427) 2008 UC369
- (760428) 2008 UT372
- (760429) 2008 UG375
- (760430) 2008 UH381
- (760431) 2008 UE382
- (760432) 2008 UF382
- (760433) 2008 US382
- (760434) 2008 US388
- (760435) 2008 UD389
- (760436) 2008 UG389
- (760437) 2008 UO389
- (760438) 2008 UC390
- (760439) 2008 UF390
- (760440) 2008 UM390
- (760441) 2008 UQ390
- (760442) 2008 UR390
- (760443) 2008 UY390
- (760444) 2008 UA392
- (760445) 2008 UK393
- (760446) 2008 UL393
- (760447) 2008 UM393
- (760448) 2008 UQ393
- (760449) 2008 UT393
- (760450) 2008 UX393
- (760451) 2008 UF394
- (760452) 2008 UT394
- (760453) 2008 UF395
- (760454) 2008 UX395
- (760455) 2008 UB396
- (760456) 2008 UF396
- (760457) 2008 UP396
- (760458) 2008 UX396
- (760459) 2008 UM397
- (760460) 2008 UF398
- (760461) 2008 UK398
- (760462) 2008 UY398
- (760463) 2008 UY399
- (760464) 2008 UA400
- (760465) 2008 UF400
- (760466) 2008 UR400
- (760467) 2008 US400
- (760468) 2008 UX400
- (760469) 2008 UA401
- (760470) 2008 UJ401
- (760471) 2008 UK401
- (760472) 2008 UV401
- (760473) 2008 UX402
- (760474) 2008 UE404
- (760475) 2008 UK405
- (760476) 2008 UG406
- (760477) 2008 UQ406
- (760478) 2008 UK407
- (760479) 2008 UQ407
- (760480) 2008 UT407
- (760481) 2008 UG409
- (760482) 2008 UQ409
- (760483) 2008 UT411
- (760484) 2008 UE412
- (760485) 2008 UQ412
- (760486) 2008 UR412
- (760487) 2008 UV417
- (760488) 2008 UA421
- (760489) 2008 UM421
- (760490) 2008 UN421
- (760491) 2008 UY421
- (760492) 2008 UP423
- (760493) 2008 UA426
- (760494) 2008 VC10
- (760495) 2008 VW21
- (760496) 2008 VB24
- (760497) 2008 VV28
- (760498) 2008 VU29
- (760499) 2008 VW37
- (760500) 2008 VE52
- (760501) 2008 VP54
- (760502) 2008 VK55
- (760503) 2008 VX55
- (760504) 2008 VM61
- (760505) 2008 VJ63
- (760506) 2008 VH69
- (760507) 2008 VZ70
- (760508) 2008 VA81
- (760509) 2008 VR81
- (760510) 2008 VD82
- (760511) 2008 VT83
- (760512) 2008 VO85
- (760513) 2008 VW86
- (760514) 2008 VP87
- (760515) 2008 VX87
- (760516) 2008 VD88
- (760517) 2008 VG91
- (760518) 2008 VV91
- (760519) 2008 VA92
- (760520) 2008 VL95
- (760521) 2008 VU95
- (760522) 2008 VV95
- (760523) 2008 VW95
- (760524) 2008 VY95
- (760525) 2008 VG97
- (760526) 2008 VR97
- (760527) 2008 VN99
- (760528) 2008 VU99
- (760529) 2008 VE100
- (760530) 2008 VO100
- (760531) 2008 VL103
- (760532) 2008 VO103
- (760533) 2008 VV104
- (760534) 2008 VP105
- (760535) 2008 VA106
- (760536) 2008 VS106
- (760537) 2008 VR107
- (760538) 2008 VM108
- (760539) 2008 VS108
- (760540) 2008 VL109
- (760541) 2008 VM109
- (760542) 2008 VB111
- (760543) 2008 WL3
- (760544) 2008 WS6
- (760545) 2008 WQ7
- (760546) 2008 WF9
- (760547) 2008 WX12
- (760548) 2008 WN14
- (760549) 2008 WM17
- (760550) 2008 WV17
- (760551) 2008 WK19
- (760552) 2008 WM19
- (760553) 2008 WF27
- (760554) 2008 WN30
- (760555) 2008 WD35
- (760556) 2008 WU37
- (760557) 2008 WZ38
- (760558) 2008 WW42
- (760559) 2008 WP48
- (760560) 2008 WK50
- (760561) 2008 WV50
- (760562) 2008 WU51
- (760563) 2008 WQ57
- (760564) 2008 WR74
- (760565) 2008 WV74
- (760566) 2008 WB78
- (760567) 2008 WH89
- (760568) 2008 WL90
- (760569) 2008 WG91
- (760570) 2008 WP100
- (760571) 2008 WK106
- (760572) 2008 WR110
- (760573) 2008 WE115
- (760574) 2008 WB120
- (760575) 2008 WW127
- (760576) 2008 WJ128
- (760577) 2008 WU129
- (760578) 2008 WD131
- (760579) 2008 WM145
- (760580) 2008 WG147
- (760581) 2008 WM147
- (760582) 2008 WU149
- (760583) 2008 WS150
- (760584) 2008 WJ151
- (760585) 2008 WK151
- (760586) 2008 WA152
- (760587) 2008 WB152
- (760588) 2008 WE152
- (760589) 2008 WS152
- (760590) 2008 WV152
- (760591) 2008 WC154
- (760592) 2008 WW154
- (760593) 2008 WZ154
- (760594) 2008 WH155
- (760595) 2008 WJ155
- (760596) 2008 WU155
- (760597) 2008 WZ156
- (760598) 2008 WE157
- (760599) 2008 WM157
- (760600) 2008 WR158
- (760601) 2008 WT158
- (760602) 2008 WK160
- (760603) 2008 WR161
- (760604) 2008 WD164
- (760605) 2008 WA165
- (760606) 2008 WQ165
- (760607) 2008 WQ167
- (760608) 2008 WV167
- (760609) 2008 WZ167
- (760610) 2008 XE8
- (760611) 2008 XB10
- (760612) 2008 XU10
- (760613) 2008 XJ11
- (760614) 2008 XM12
- (760615) 2008 XB25
- (760616) 2008 XC33
- (760617) 2008 XS33
- (760618) 2008 XW34
- (760619) 2008 XB37
- (760620) 2008 XB43
- (760621) 2008 XM43
- (760622) 2008 XP45
- (760623) 2008 XO47
- (760624) 2008 XM51
- (760625) 2008 XD63
- (760626) 2008 XK63
- (760627) 2008 XP63
- (760628) 2008 XQ63
- (760629) 2008 XB64
- (760630) 2008 XJ64
- (760631) 2008 XK64
- (760632) 2008 XT64
- (760633) 2008 XX64
- (760634) 2008 XH65
- (760635) 2008 XJ65
- (760636) 2008 XL65
- (760637) 2008 XN65
- (760638) 2008 XA66
- (760639) 2008 XE66
- (760640) 2008 XT66
- (760641) 2008 XN67
- (760642) 2008 XV67
- (760643) 2008 XD68
- (760644) 2008 XH68
- (760645) 2008 XJ69
- (760646) 2008 YU1
- (760647) 2008 YO16
- (760648) 2008 YP45
- (760649) 2008 YQ47
- (760650) 2008 YN48
- (760651) 2008 YM52
- (760652) 2008 YP55
- (760653) 2008 YS56
- (760654) 2008 YA58
- (760655) 2008 YL59
- (760656) 2008 YM61
- (760657) 2008 YH64
- (760658) 2008 YZ64
- (760659) 2008 YP65
- (760660) 2008 YH67
- (760661) 2008 YQ70
- (760662) 2008 YN71
- (760663) 2008 YY72
- (760664) 2008 YK73
- (760665) 2008 YD78
- (760666) 2008 YW78
- (760667) 2008 YP79
- (760668) 2008 YC82
- (760669) 2008 YU82
- (760670) 2008 YL86
- (760671) 2008 YY87
- (760672) 2008 YF89
- (760673) 2008 YJ89
- (760674) 2008 YQ102
- (760675) 2008 YH103
- (760676) 2008 YO112
- (760677) 2008 YU112
- (760678) 2008 YB113
- (760679) 2008 YF114
- (760680) 2008 YD116
- (760681) 2008 YQ116
- (760682) 2008 YZ120
- (760683) 2008 YC121
- (760684) 2008 YR132
- (760685) 2008 YK137
- (760686) 2008 YX137
- (760687) 2008 YC139
- (760688) 2008 YY140
- (760689) 2008 YE142
- (760690) 2008 YF142
- (760691) 2008 YA145
- (760692) 2008 YP145
- (760693) 2008 YM151
- (760694) 2008 YV152
- (760695) 2008 YW153
- (760696) 2008 YV154
- (760697) 2008 YH155
- (760698) 2008 YN156
- (760699) 2008 YM164
- (760700) 2008 YG175
- (760701) 2008 YK180
- (760702) 2008 YU180
- (760703) 2008 YE182
- (760704) 2008 YJ183
- (760705) 2008 YO183
- (760706) 2008 YP183
- (760707) 2008 YE184
- (760708) 2008 YN184
- (760709) 2008 YQ184
- (760710) 2008 YX184
- (760711) 2008 YL185
- (760712) 2008 YN185
- (760713) 2008 YU185
- (760714) 2008 YM186
- (760715) 2008 YN187
- (760716) 2008 YF188
- (760717) 2008 YJ188
- (760718) 2008 YO188
- (760719) 2008 YA189
- (760720) 2008 YO189
- (760721) 2008 YB190
- (760722) 2008 YO190
- (760723) 2008 YO191
- (760724) 2008 YL193
- (760725) 2008 YM193
- (760726) 2008 YQ193
- (760727) 2008 YU193
- (760728) 2008 YJ194
- (760729) 2008 YD195
- (760730) 2008 YR195
- (760731) 2008 YE196
- (760732) 2008 YF197
- (760733) 2008 YP197
- (760734) 2008 YH198
- (760735) 2009 AA10
- (760736) 2009 AS11
- (760737) 2009 AB18
- (760738) 2009 AB20
- (760739) 2009 AJ20
- (760740) 2009 AJ21
- (760741) 2009 AW21
- (760742) 2009 AK25
- (760743) 2009 AU29
- (760744) 2009 AO34
- (760745) 2009 AE36
- (760746) 2009 AK38
- (760747) 2009 AU38
- (760748) 2009 AQ43
- (760749) 2009 AC46
- (760750) 2009 AJ46
- (760751) 2009 AU46
- (760752) 2009 AZ51
- (760753) 2009 AJ52
- (760754) 2009 AS53
- (760755) 2009 AO54
- (760756) 2009 AU54
- (760757) 2009 AV54
- (760758) 2009 AL56
- (760759) 2009 AF57
- (760760) 2009 AT57
- (760761) 2009 AV57
- (760762) 2009 AO58
- (760763) 2009 AQ58
- (760764) 2009 AX58
- (760765) 2009 AB59
- (760766) 2009 AR59
- (760767) 2009 AS59
- (760768) 2009 AE60
- (760769) 2009 AW60
- (760770) 2009 AZ61
- (760771) 2009 AT62
- (760772) 2009 AE63
- (760773) 2009 AL63
- (760774) 2009 AM63
- (760775) 2009 AS63
- (760776) 2009 AU63
- (760777) 2009 AC64
- (760778) 2009 AQ64
- (760779) 2009 AH65
- (760780) 2009 AF66
- (760781) 2009 BF1
- (760782) 2009 BK16
- (760783) 2009 BG20
- (760784) 2009 BM21
- (760785) 2009 BB25
- (760786) 2009 BP25
- (760787) 2009 BT27
- (760788) 2009 BE36
- (760789) 2009 BU55
- (760790) 2009 BS57
- (760791) 2009 BR61
- (760792) 2009 BQ62
- (760793) 2009 BW62
- (760794) 2009 BG66
- (760795) 2009 BE72
- (760796) 2009 BU73
- (760797) 2009 BF76
- (760798) 2009 BT84
- (760799) 2009 BY87
- (760800) 2009 BO93
- (760801) 2009 BC100
- (760802) 2009 BZ102
- (760803) 2009 BB103
- (760804) 2009 BK103
- (760805) 2009 BP107
- (760806) 2009 BG112
- (760807) 2009 BN114
- (760808) 2009 BE116
- (760809) 2009 BH116
- (760810) 2009 BR116
- (760811) 2009 BO117
- (760812) 2009 BL120
- (760813) 2009 BW124
- (760814) 2009 BU125
- (760815) 2009 BL133
- (760816) 2009 BE138
- (760817) 2009 BC139
- (760818) 2009 BR139
- (760819) 2009 BB144
- (760820) 2009 BW145
- (760821) 2009 BB153
- (760822) 2009 BQ153
- (760823) 2009 BU157
- (760824) 2009 BR160
- (760825) 2009 BK162
- (760826) 2009 BK164
- (760827) 2009 BY169
- (760828) 2009 BW170
- (760829) 2009 BL172
- (760830) 2009 BQ173
- (760831) 2009 BC174
- (760832) 2009 BQ187
- (760833) 2009 BF189
- (760834) 2009 BT194
- (760835) 2009 BY194
- (760836) 2009 BS195
- (760837) 2009 BH196
- (760838) 2009 BT196
- (760839) 2009 BH197
- (760840) 2009 BL197
- (760841) 2009 BF198
- (760842) 2009 BV199
- (760843) 2009 BR200
- (760844) 2009 BW200
- (760845) 2009 BY200
- (760846) 2009 BM201
- (760847) 2009 BW201
- (760848) 2009 BK202
- (760849) 2009 BO202
- (760850) 2009 BK203
- (760851) 2009 BY203
- (760852) 2009 BE204
- (760853) 2009 BH204
- (760854) 2009 BS204
- (760855) 2009 BB205
- (760856) 2009 BK205
- (760857) 2009 BB206
- (760858) 2009 BC206
- (760859) 2009 BE206
- (760860) 2009 BK206
- (760861) 2009 BP206
- (760862) 2009 BL207
- (760863) 2009 BA208
- (760864) 2009 BM208
- (760865) 2009 BA210
- (760866) 2009 BC210
- (760867) 2009 BM210
- (760868) 2009 BO211
- (760869) 2009 BS211
- (760870) 2009 BR215
- (760871) 2009 BX215
- (760872) 2009 BR216
- (760873) 2009 BN217
- (760874) 2009 BD218
- (760875) 2009 CV13
- (760876) 2009 CB14
- (760877) 2009 CU19
- (760878) 2009 CT20
- (760879) 2009 CD21
- (760880) 2009 CE22
- (760881) 2009 CY23
- (760882) 2009 CB28
- (760883) 2009 CH28
- (760884) 2009 CX29
- (760885) 2009 CK35
- (760886) 2009 CE41
- (760887) 2009 CP42
- (760888) 2009 CY42
- (760889) 2009 CA46
- (760890) 2009 CL46
- (760891) 2009 CB53
- (760892) 2009 CW53
- (760893) 2009 CW55
- (760894) 2009 CP60
- (760895) 2009 CU60
- (760896) 2009 CZ63
- (760897) 2009 CH68
- (760898) 2009 CV69
- (760899) 2009 CJ70
- (760900) 2009 CV70
- (760901) 2009 CV71
- (760902) 2009 CA72
- (760903) 2009 CG72
- (760904) 2009 CL72
- (760905) 2009 CP72
- (760906) 2009 CQ72
- (760907) 2009 CS72
- (760908) 2009 CV72
- (760909) 2009 CD73
- (760910) 2009 CG74
- (760911) 2009 CK74
- (760912) 2009 CO74
- (760913) 2009 CK75
- (760914) 2009 CD76
- (760915) 2009 CQ76
- (760916) 2009 CD77
- (760917) 2009 CT77
- (760918) 2009 CB78
- (760919) 2009 CP78
- (760920) 2009 CS78
- (760921) 2009 CC79
- (760922) 2009 DQ
- (760923) 2009 DB15
- (760924) 2009 DT20
- (760925) 2009 DC23
- (760926) 2009 DG23
- (760927) 2009 DK25
- (760928) 2009 DU27
- (760929) 2009 DA29
- (760930) 2009 DH38
- (760931) 2009 DV51
- (760932) 2009 DC52
- (760933) 2009 DS54
- (760934) 2009 DT55
- (760935) 2009 DM66
- (760936) 2009 DQ70
- (760937) 2009 DB73
- (760938) 2009 DO86
- (760939) 2009 DN89
- (760940) 2009 DD91
- (760941) 2009 DK95
- (760942) 2009 DX97
- (760943) 2009 DB101
- (760944) 2009 DA104
- (760945) 2009 DT104
- (760946) 2009 DX105
- (760947) 2009 DT120
- (760948) 2009 DO121
- (760949) 2009 DP124
- (760950) 2009 DQ124
- (760951) 2009 DM131
- (760952) 2009 DJ145
- (760953) 2009 DA146
- (760954) 2009 DJ147
- (760955) 2009 DY147
- (760956) 2009 DN150
- (760957) 2009 DA151
- (760958) 2009 DQ151
- (760959) 2009 DW152
- (760960) 2009 DX152
- (760961) 2009 DB153
- (760962) 2009 DO153
- (760963) 2009 DW153
- (760964) 2009 DZ153
- (760965) 2009 DA154
- (760966) 2009 DF154
- (760967) 2009 DO154
- (760968) 2009 DE155
- (760969) 2009 DR155
- (760970) 2009 DA156
- (760971) 2009 DP156
- (760972) 2009 DQ156
- (760973) 2009 DO157
- (760974) 2009 DU158
- (760975) 2009 DO159
- (760976) 2009 DW163
- (760977) 2009 DE165
- (760978) 2009 ED2
- (760979) 2009 EY7
- (760980) 2009 ER8
- (760981) 2009 ED10
- (760982) 2009 EK11
- (760983) 2009 EF13
- (760984) 2009 EC24
- (760985) 2009 EH24
- (760986) 2009 EE28
- (760987) 2009 EW29
- (760988) 2009 EH32
- (760989) 2009 EU32
- (760990) 2009 EX33
- (760991) 2009 EG34
- (760992) 2009 EP34
- (760993) 2009 EO35
- (760994) 2009 ER35
- (760995) 2009 EZ35
- (760996) 2009 EC37
- (760997) 2009 EE37
- (760998) 2009 EF37
- (760999) 2009 EF38
- (761000) 2009 EP38